# Pirate's Passage
Pour plus de détails, voir Fiche technique et Distribution.
Pirate's Passage est un téléfilm canadien réalisé par Mike Barth et Jamie Gallant, diffusé pour la première fois en 2015.

## Fiche technique
- Titre : Pirate's Passage
- Réalisation : Mike Barth et Jamie Gallant
- Scénario : Donald Sutherland et Brad Peyton d'après le livre de William Gilkerson
- Pays d'origine :  Canada
- Genre : animation
- Date de première diffusion : 2015

## Distribution (voix originales)
- Donald Sutherland : Capitaine Charles Johnson
- Gage Munroe (en) : Jim Hawkins
- Carrie-Anne Moss : Kerstin Hawkins
- Megan Follows : Meg O'Leary
- Kim Coates : Roy Moehner
- Colm Feore : Robin Hawkins
- Gordon Pinsent : Harry Freelove
- Paul Gross : Calico Jack
- Rossif Sutherland : Klaus Moehner
- Kristin Booth : Mussy Oikle / Shirley
- Justin Kelly : Carl Moehner / Guetteur
- Alan Van Sprang : Officier de l'immigration
- Tony Nardi : Officier de l'immigration
- Jonathan Watton : Mings / Porky / Messager